# 博瓦-昂康布雷西
博瓦昂康布雷西（法語：Beauvois-en-Cambrésis）是法国北部-加来海峡大区诺尔省的一个市镇，属于康布雷区卡尼耶尔县。该市镇2009年时的人口为2,072人。

## 人口
博瓦昂康布雷西人口变化图示
| 数据来源：INSEE |